# Jáde Osiberu
Jádesola Osiberu (Ibadán, 1985) es una escritora, directora y productora nigeriana y fundadora de Greoh Studios. Es conocida por Isoken (2017), Sugar Rush (2019), Brotherhood (2022) y Gangs of Lagos, la primera película original nigeriana que se ha transmitido exclusivamente en Amazon Prime Video. En septiembre de 2022, Greoh Studios de Osiberu firmó un acuerdo de tres años con Amazon para desarrollar y producir series de televisión y largometrajes con guion original.

## Trayectoria
Nacida en el seno de una familia perteneciente a la realeza en 1985, su padre, Oba Adewale Osiberu, es el Elepe de Epe Sagamu. Osiberu realizó su educación secundaria en Ibadán y obtuvo un título en Ingeniería de Sistemas Informáticos de la Universidad de Mánchester. También estudió en la Universidad Pan-Atlántica, donde estudió Medios y Comunicaciones.
A pesar de trabajar profesionalmente como desarrollador de software tras graduarse, Osiberu decidió cambiar de carrera y dedicarse al cine. Fundó su productora, Tribe85 Productions, en 2017 con el objetivo de "contar historias africanas a una audiencia global". Durante una entrevista con BellaNaija, fueron elogiados por el entrevistador su ética de trabajo, su atención al detalle y su impulso creativo 
En 2017, Osiberu escribió y dirigió Isoken, una película sobre los desafíos que enfrentan las mujeres profesionales solteras por la presión de la familia, así como las relaciones románticas interraciales en la actual Nigeria. Como directora, ganó el premio a la mejor dirección en los Africa Magic Viewers Choice Awards (AMVCA) de 2018 y recibió una nominación al Premio de la Academia del Cine Africano. La película también fue objeto de debates académicos, caracterizándo al personaje principal con rasgos feministas. Culture Custodian destacó cómo el tema de la película quiere combatir la misoginia en la sociedad nigeriana.
En 2018, encabezó el Festival de Cine de Nollywood en Escocia. Su película, Christmas in Lagos, se estrenó en diciembre de 2024.

## Reconocimientos
- En 2015 fue galardonada con el Premio Africa Magic Viewers' Choice Awards (AMVCA) a la mejor dirección por “Isoken”.Y nominada  a Mejor editora de sonido. En 2018 en los mismos premios fue nominada a Mejor directora artística por Gidi Up. Y ese mismo año fue nominada como mejor directora en los Premio de la Academia del Cine Africano (AMAA).[12]
- En 2020, en el Mes de la historia de la mujer, la revista nigeriana Pulse la incluyó en su lista de diez mujeres que están haciendo historia en la industria cinematográfica de Nigeria.[13]
- En 2023, obtuvo 3 nominaciones en los AMVCA, en las categorías de Mejor guionista y Mejor director por The Trade.[12]
- En 2023 Brotherhood obtuvo el premio a la Mejor película de  África Occidental en los AMVCA.[14]